# لورنس هايسلر
لورنس هايسلر (بالإنجليزية: Laurence Heisler)‏ هو لاعب كرة قاعدة أمريكي، ولد في 13 فبراير 1969.

## وصلات خارجية
- لورنس هايسلر على موقعبيزبول رفرنس.كوم (الدوري الثانوي) (الإنجليزية)
- لورنس هايسلر على موقع أوليمبيديا (الإنجليزية)